# Death Valley

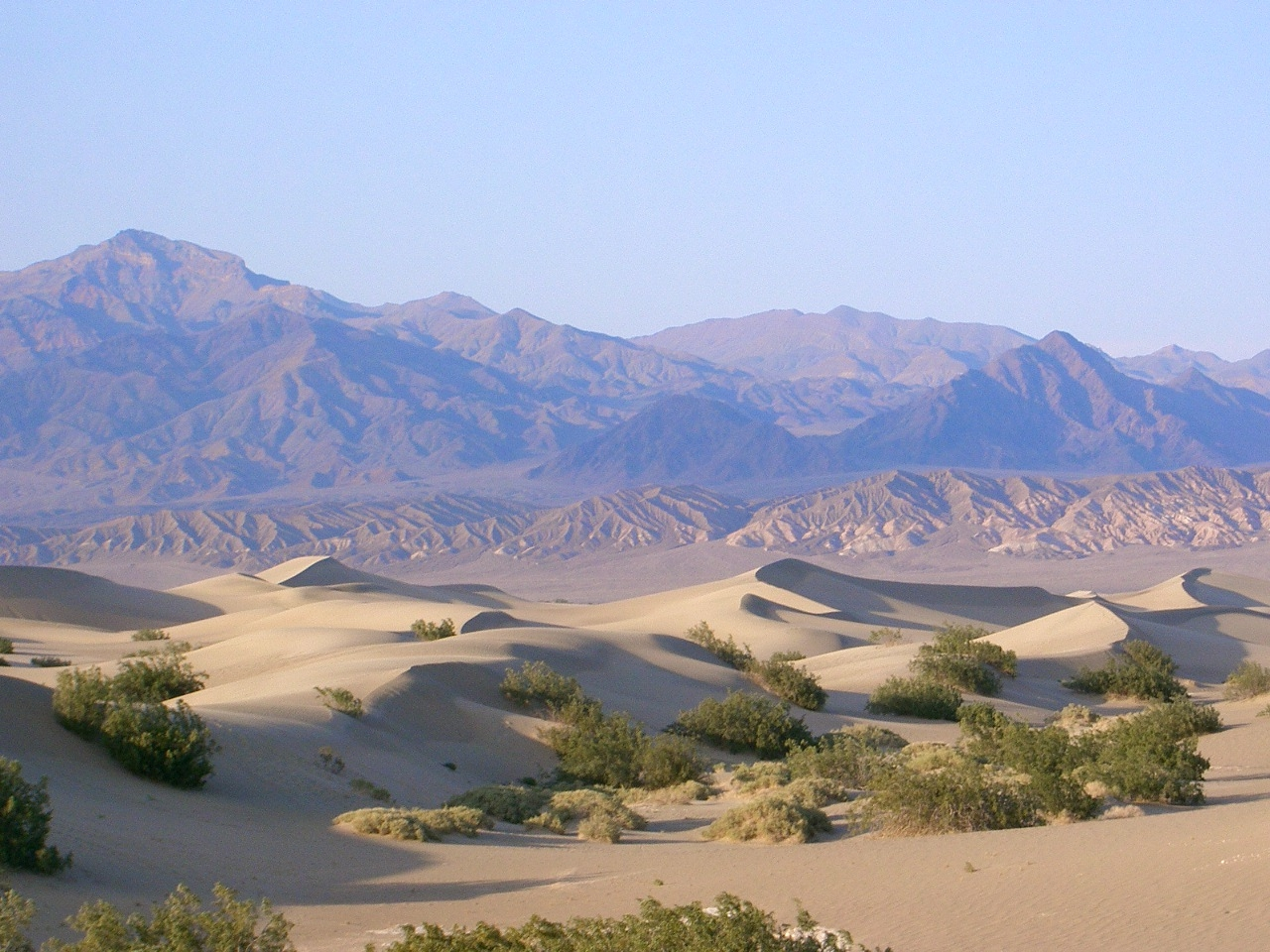
Dyner i Death Valley.

Death Valley är en landsänka i Mojaveöknen i Inyo County i södra Kalifornien i USA. I Death Valley, som ligger öster om bergskedjan Sierra Nevada finns den lägsta punkten i Nordamerika, 86 meter under havet, Badwater Basin. Sänkan ingår i Death Valley National Park. 
Området är känt för sina extrema temperaturer, därav namnet (eng. death ’död’, valley ’dal’). Den högsta temperatur som uppmätts i området någonsin är 56,7 °C i skuggan, vilket är världsrekord. Klimatet är mycket torrt (mindre än 50 millimeter regn per år) och temperaturer upp till femtio grader under dagen på somrarna, men på vintrarna kan de bli ända ner till minus fem grader. 
Genomsnittlig temperatur och nederbörd i Death Valley (Furnace Creek Station):
|                                            | Jan | Feb | Mar | Apr | Maj | Jun | Jul | Aug | Sep | Okt | Nov | Dec |
| ------------------------------------------ | --- | --- | --- | --- | --- | --- | --- | --- | --- | --- | --- | --- |
| Normaldygnets maximitemperaturs medelvärde | 19  | 23  | 28  | 32  | 38  | 43  | 47  | 46  | 41  | 34  | 25  | 18  |
| Normaldygnets minimitemperaturs medelvärde | 4   | 8   | 13  | 17  | 23  | 27  | 31  | 30  | 24  | 17  | 9   | 4   |
|                                            |     |     |     |     |     |     |     |     |     |     |     |     |
| Nederbörd                                  | 10  | 13  | 8   | 3   | 1   | 1   | 2   | 3   | 5   | 2   | 5   | 8   |

| Diagram | temperaturer i °C • månadsnederbörd i mm | temperaturer i °C • månadsnederbörd i mm | temperaturer i °C • månadsnederbörd i mm | temperaturer i °C • månadsnederbörd i mm | temperaturer i °C • månadsnederbörd i mm | temperaturer i °C • månadsnederbörd i mm | temperaturer i °C • månadsnederbörd i mm | temperaturer i °C • månadsnederbörd i mm | temperaturer i °C • månadsnederbörd i mm | temperaturer i °C • månadsnederbörd i mm | temperaturer i °C • månadsnederbörd i mm | temperaturer i °C • månadsnederbörd i mm |
|         | 10 19 4                                  | 13 23 8                                  | 8 28 13                                  | 3 32 17                                  | 1 38 23                                  | 1 43 27                                  | 2 47 31                                  | 3 46 30                                  | 5 41 24                                  | 2 34 17                                  | 5 25 9                                   | 8 18 4                                   |